# Estádio Municipal João Havelange
Das Estádio Municipal João Havelange ist ein Fußballstadion in der brasilianischen Stadt Uberlândia im Bundesstaat Minas Gerais. Es bietet Platz für 53.350 Zuschauer und ist die Heimspielstätte des Fußballvereins Uberlândia EC.

## Geschichte

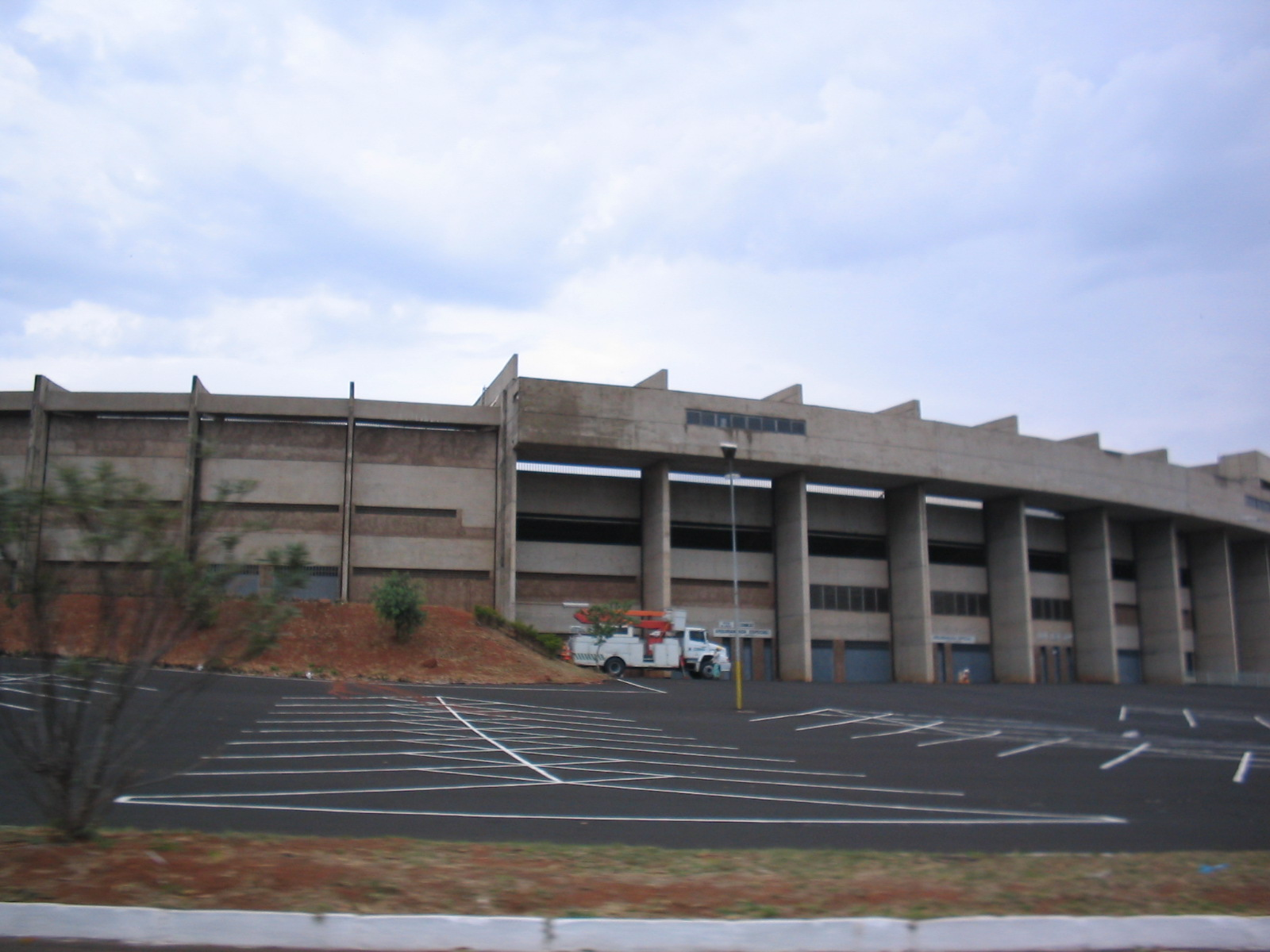
Außenansicht des Stadions

Das Estádio Municipal João Havelange in Uberlândia, nach Belo Horizonte zweitgrößte Stadt des brasilianischen Bundesstaates Minas Gerais, wurde im Jahre 1982 fertiggestellt und am 27. Mai des Jahres eröffnet. Zum ersten Spiel trafen sich die brasilianische Fußballnationalmannschaft und die Nationalmannschaft von Irland zu einem Freundschaftsspiel. Bei dem Spiel, das mit einem 7:0 für die Selecao endete, erzielte der Stürmer Falcão das erste Tor im neuen Stadion. Seit 1982 wird es von Uberlândia EC als Austragungsort für Heimspiele genutzt. Der 1922 gegründete Verein spielte in seiner Geschichte nur wenige Spielzeiten in der höchsten brasilianischen Liga, der Série A. Der größte Erfolg des Vereins ist ein erster Platz in der Série B, der zweithöchsten Liga, im Jahr 1984. Zudem gewann man zweimal die Staatsmeisterschaft von Minas Gerais, allerdings auf dem zweithöchsten Level. Aktuell spielt Uberlândia EC in der vierten brasilianischen Fußballliga, der Série D, wo man jedoch nicht zu den besten Mannschaften zählt.
Das Estádio Municipal João Havelange in Uberlândia bietet heute Platz für 53.350 Zuschauer. Einst passte in dieses Stadion eine Vielzahl von Zuschauern mehr. Der Zuschauerrekord im Estádio Municipal João Havelange datiert aus dem Jahre 1982, als Brasilien und Irland das Eröffnungsspiel bestritten und 80.000 Menschen ins Stadion kamen. Die zugelassene Zuschauermenge lag zum Zeitpunkt der Eröffnung bei 72.733 Zuschauern. Nach Renovierungsarbeiten im Jahre 2009 sank die Kapazität des Estádio Municipal João Havelange auf die Zahl von 50.000 Plätze. Die Anlage ist benannt nach João Havelange (* 1916; † 2016), einem brasilianischen Fußballfunktionär, der von 1974 bis 1998 Präsident der FIFA war. Ebenfalls den Namen Havelanges trägt das Olympiastadion von 2016 in Rio de Janeiro, das Estádio Olímpico João Havelange, das genutzt wird von Botafogo FR. Bei den Anhängern von Uberlândia EC ist das Estádio Municipal João Havelange auch unter dem Namen Parque do Sabiá bekannt, da dies bis 1995 der Namen des Stadions war und der heutige nicht sehr beliebt bei den Uberlândiafans ist.